# Lewis Miller
Pour les articles homonymes, voir Miller.
Lewis Miller (24 juillet 1829 - 17 février 1899) était un homme d'affaires et philanthrope américain.

## Biographie

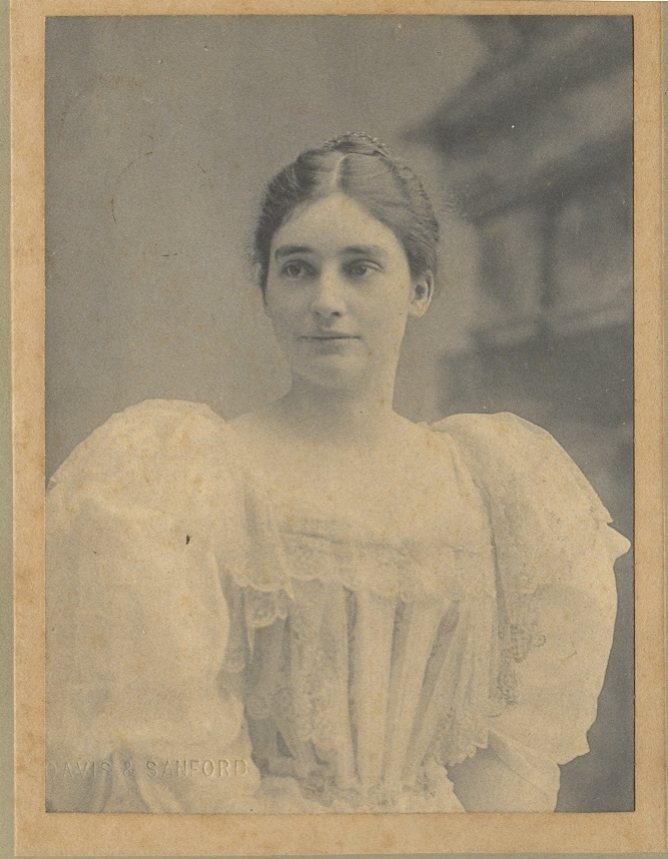
Portrait de sa fille, Mina Miller, épouse Edison

Lewis Miller, né à Greentown (Ohio), a fait fortune à la fin du XIXe siècle en tant qu'inventeur de la première moissonneuse-batteuse avec la lame montée devant le conducteur, plutôt que tiré derrière. Il a déposé un total de quatre-vingt-douze brevets. 
Il a fondé l'institution Chautauqua, à Chautauqua dans l'état de New York, en 1874.
Sa fille Mina (1865-1947) a épousé son collègue inventeur de l'Ohio Thomas  Edison le 24 février 1886.